# Club Guaraní
El Club Guaraní es una institución deportiva y social de Paraguay, con sede en el Barrio Pinozá, en la zona conocida como Dos Bocas de la ciudad de Asunción. Fundado el 12 de octubre de 1903, juega en la Primera División de Paraguay desde la creación de la misma. Disputa el clásico más añejo ante Olimpiay el Clásico capitalino frente a Libertad.También mantiene una importante rivalidad deportiva con Cerro Porteño y en menor medida con el Sportivo Luqueño.
Al haber ganado los campeonatos de Primera división de 1906 y 1907, se convirtió en el primer campeón de la historia del fútbol paraguayo y el primer bicampeón del mismo, dichos campeonatos los ganó además de forma invicta, por lo tanto se erigió en el primer campeón invicto y hasta la fecha único bicampeón invicto en Paraguay. En 1996 se alzó con el Torneo Apertura, convirtiéndose así en el primer ganador semestral, aunque luego cayó en la final del campeonato anual. En 2018 ganó la primera edición de la Copa Paraguay. Es el cuarto club con más títulos de la Primera División de Paraguay. Su mejor marca en los torneos continentales fue ser semifinalista de Copa Libertadores de América, lo fue en 1966 y en 2015.
Su equipo juvenil es el equipo paraguayo mejor posicionado en la Copa Libertadores Sub-20 con un tercer lugar en la edición 2022.

## Historia
Fue fundado el 12 de octubre de 1903. Algunos de sus fundadores fueron Manuel Bella, Ramón Caballero, Salvador Melián. Al club se lo conoce también como 'El Aborigen" (por el indio), "El Cacique", "El Legendario" (antiguo) y "Entidad de Dos Bocas". Fue uno de los fundadores -junto a Olimpia, Nacional, Libertad y Gral. Díaz de Asunción- en el año 1906, en la antigua Liga Paraguaya de Football Association, hoy renombrada bajo la denominación de Asociación Paraguaya de Fútbol.
El general Bernardino Caballero, un hombre vinculado estrechamente al fútbol, donó parte de su quinta (actual Parque Caballero) para las primeras canchas de fútbol. El club nació en la residencia del señor Juan Patri Bello, situada en la actual calle Alberdi, haciendo esquina con las de El Paraguayo Independiente y la de Benjamín Constant (actual Correo Nacional). Este fue su primer presidente y el responsable del único gol con el que Guaraní derrotó a Olimpia en aquel primer encuentro futbolístico registrado en el Paraguay.[cita requerida]

## Nombre y distintivos
El nombre del club es un homenaje a los pueblos guaraníes (los cuales se hallan entre los originarios pobladores de la tierra que hoy se llama Paraguay), además de ser la denominación del idioma hablado por la mayoría de la población del país.
Los colores del club y de la hinchada son producto de la moción del anfitrión de la sede fundacional, Juan Patri, quien sugirió el oro y el negro inspirado en la bandera del célebre corsario inglés Francis Drake, cuyas historias evocaban epopeyas de grandeza y valentía. Cabe destacar que Guaraní es el único club que todavía mantiene los colores originales de su casaca[cita requerida] y debemos mencionar que fue el primer campeón del Paraguay, y que además, uno de sus jugadores fue el primero en anotar un gol en dicho país. [cita requerida]

### Primer bicampeón e invicto (1906- 1907)
Guaraní ganó invicto el Primer Campeonato Oficial del Fútbol Paraguayo en 1906, logrando 18 de los 20 puntos posibles, con 32 goles a favor y solo 2 en contra. Los equipos participantes fueron Guaraní, Olimpia, Libertad, Nacional, General Díaz y 14 de mayo.
El segundo campeonato organizado por la liga se disputó en el año 1907 con los mismos participantes que en el primero; Guaraní impuso de nuevo su gran calidad de equipo ganando, otra vez de forma invicta, el torneo con 16 puntos.
Con esto, el legendario es el primer y único bicampeón invicto del fútbol paraguayo.
El sábado 4 de enero de 1908, en el Teatro Nacional se produce el estreno mundial de la marcha "Foot Ball Guaraní", tras coronarse bicampeón invicto. Obra musical del maestro italiano Niccollino Pellegrini, quien anunció a viva voz su interpretación como parte del programa concertino. Esta fue la primera obra de un maestro dedicada a un club deportivo.
Luego de la presentación, un estentóreo aplauso colmado de vítores por parte del público asistente festejó los últimos compases. Todos de pie gritaban ¡Coda! ¡Coda!, es decir, "Otra vez", "Desde el principio".
Las más grandes personalidades de Asunción en la primera década del siglo XX (1905 a 1909) fueron connotados socios honorarios del Guaraní Foot Ball Club. Entre ellos: Gral. Bernardino Caballero, Dr. José Segundo Decoud, Enrique Solano López, Dr. Benjamín Aceval, Dr. Eusebio Ayala, Mo. Niccollino Pellegrini, Carlos Cahen D’Anvers y Adolfo Riquelme.
En octubre de 1921, un incendio que se produjo en el Club Mbiguá, ocasionó la pérdida de documentos irrecuperables acerca de la historia de club, dichos documentos se encontraban en una secretaría del Mbiguá.[cita requerida]

## Primera visita extranjera al Paraguay, 1906
En el año 1906 se produce la primera visita de un equipo extranjero al Paraguay. Llegó oficialmente a Asunción el South Africa Team de la Liga Inglesa The Football Association (fundada en Londres el 26 de octubre de 1863). Aquí jugó en único partido contra el Guaraní Foot Ball Club. Los ingleses, que habían ganado todos sus encuentros con equipos de los principales puertos de América (Río de Janeiro, Montevideo, Buenos Aires), cayeron derrotados ante los aborígenes.

## La conquista de 1967
La década de los ’60 fue definida como la "época de oro" para el club Guaraní, que conformó un buen plantel. Tras el título logrado en 1964 se produjo la conquista de 1967, con la misma base. Además de un hecho raro por aquella época, la prestigiosa marca Adidas, por primera vez en suelo guaraní, tenía auspiciado a un equipo bajo su renombre internacional.[cita requerida]
(*) Equipo campeón de 1967. Lo integran (izq. a der.): Arriba: Raimundo Aguilera, Sergio Rojas, Juan Martínez, Alcides Sosa, Rodolfo Patiño, Luis Ivaldi y Pastor Ortiz. Sentados: Vicente Bobadilla, Felipe Santiago Ocampos, Aurelio Martínez, Ramón Balmaceda, Cecilio Martínez, Víctor Domingo Juárez y Arsenio Valdez. Cuclillas: Alcibiades Francia, Ernesto Juárez, José Villamayor, Juan Graciano González, Lorenzo Villagra y Roberto Schettina. Ausente: Roberto Montiel. El DT fue el ‘‘Chema’’ Rodríguez, uruguayo, al igual que Ondino Viera, conductor de la campaña del ’64.
Fue repetido embajador en las Copas Libertadores de aquellos años, llegando a las semifinales en 1966 (es decir, entre los 7 mejores). También, llegó a segunda fase en 1967, 1968 y 1970.

## Gira por Europa 1968
En 1968, se convirtió en el primer club del Paraguay en realizar una gira por Europa, en las que visitó España y Alemania.
El domingo 21 de julio de 1968 se inició el primer periplo de un equipo paraguayo por Europa. Desde su partida de Asunción, en las diferentes escalas, el club Guaraní jugó los siguientes partidos:
1.  Barcelona 0 - 1 Guaraní - (Arsenio Valdez)
2.  Unión Magdalena 0 - 2 Guaraní - (Genaro García x2)
3.  América de Cali 1 - 1 Guaraní - (Víctor D. Juárez)
4.  Alemannia Aachen 0 - 0 Guaraní
5.  Kaiserlautern 0 - 0 Guaraní
6.  Elche 2 - 3 Guaraní - (Juan Martínez)
7.  Sporting de Lisboa 2 - 0 Guaraní
8.  Sevilla 0 - 3 Guaraní - (Aurelio Martínez, Genaro García y Víctor D. Juárez)
9.  Córdoba 1 - 0 Guaraní
10.  Real Valladolid 2 - 0 Guaraní
11.  Real Oviedo 3 - 1 Guaraní - (Víctor D. Juárez).

## La conquista de 1969
La década de los ’60 se cerraba para Guaraní con otra gran campaña, la de 1969, que significaba el tercer título del decenio. Tan excepcional lapso de la historia aurinegra incluye además entre 1964 y 1970 tres vicecampeonatos (1965, ’66 y ’70). Vale decir que en siete campeonatos consecutivos, solo una vez el equipo no apareció entre los dos primeros. La conducción técnica estuvo a cargo de José María "Chema" Rodríguez.
(*) Lo integran (de izq. a der.): Arriba: Raimundo Aguilera, Odilio Monges, Vicente Bobadilla, Flaminio Sosa, Sergio Rojas y Luis Ivaldi. Abajo: Aurelio Martínez, Alcides Sosa, Felipe Santiago Ocampos, Dionisio Arsenio Valdez y Víctor Domingo Juárez.

### Últimos campeonatos nacionales
En 1984 ganó su noveno campeonato en la primera categoría del balompié paraguayo terminando con la hegemonía impuesta por el Olimpia de seis años consecutivos (1978 a 1983).
En el año 1996, se consagró campeón del torneo Apertura de la liga y de esta manera llegó a jugar en la Copa Libertadores de América. En ese año, se destacó el mediocampista Hugo Ovelar, que también jugó por el seleccionado paraguayo.
Durante las últimas temporadas, tuvo buenos logros en el ámbito futbolístico. En el Campeonato Clausura 2001 jugó la final con Cerro Porteño y perdió por penales, En el año 2002 salió vicecampeón, y por consecuencia participó en la Copa Libertadores de América y en el año 2003 volvió a perder una final, esta vez contra Libertad. En ese mismo año, participa también de la Copa Nissan Sudamericana, aunque no pudo pasar a la otra etapa quedando eliminado. 
Los títulos internacionales obtenidos fueron: la Copa COTIF que se jugó en Valencia-España, en agosto de 2006 en la categoría Sub-20 con integrantes hasta de 18 años inclusive y el de Campeón de la PUNTACUP 07, disputado en marzo de 2007 en la ciudad de Punta del Este, Uruguay.
En 2010, y tras varios intentos que casi tuvieron éxito en los últimos años, de la mano del entrenador Félix Darío León y bajo la presidencia de Juan Alberto Acosta, el equipo de Guaraní se coronó campeón del fútbol paraguayo luego de 26 años de espera. Algunos de los jugadores más sobresalientes de la campaña fueron Jonathan Fabbro, Rodrigo Teixeira (máximo goleador), Pablo Aurrecochea, Elvis Marecos, César Cáceres Cañete, Eduardo Filippini, Ángel Ortiz, Julián Benítez, Hugo Notario, Hernán Hechalar , entre otros.
Luego de 6 años y medio de espera, donde siempre el club se ubicaba en lugares de privilegio en la tabla, se logró la estrella número 11. Luego de un mano a mano con Olimpia, donde el legendario saco ventajas con victorias por resultados cortos con goles claves de su estrella Néstor Camacho. De las victorias más recordadas podemos sumar la de Sol de América por 4-3, donde el aborigen estuvo debajo en el marcador dos veces y logró remontarlo sobre la hora. Otro hecho importante en este campeonato fue que Hernán Rodrigo López logró superar la marca de Juan Samudio y se transformó en el goleador historio de la Primera División de Paraguay. El equipo campeón también tenía presente a jugadores como Alfredo Aguilar, Luis de la Cruz, Julio César Cáceres, Luis Cabral, Marcelo Palau, Juan Aguilar y Alberto Contrera.
El Club Guaraní se consagró Campeón del Torneo Clausura 2016 una fecha antes de culminar el torneo, ganando 3 a 0 al Club Sptvo.Luqueño de visitante, ya que con este resultado era inalcanzable en la tabla. En la última fecha (22) tuvo un polémico juego contra Olimpia, en el primer tiempo el conjunto Legendario marcó un gol (Rodrigo López), el cual fue mal anulado por el línea, ya que no existió la posición adelantada. Unos minutos más tarde, de tiro de esquina el Piru Contrera (Guaraní) metió un disparo olímpico, la pelota aparentemente ingresó y el arquero Diego Barreto (Olimpia) lo sacó, los jugadores del conjunto aborigen protestaron pero el juez del encuentro lo invalidó. En el segundo tiempo Salustiano Candia (Olimpia) se encargó de transformar penal por gol para que el partido culmine 1 a 0 a favor del decano, resultado que no opacó el festejo aurinegro que recibió la copa n.° 11 en su historia.

## Actualidad (2018-presente)
Final de la Copa Paraguay 2018 y 2019
El "Aborigen" clasificó a la final de la primera edición de la Copa Paraguay 2018. Se enfrentó ante un clásico rival, el Club Olimpia, quien venía de ser campeón de la Primera División de Paraguay. El ganador fue el "aborigen", al vencer en penales al "franjeado" 5-3. 
Un año después, el "legendario" volvió a clasificar a la final de la Copa Paraguay 2019. Está vez, se enfrentó ante el Club Libertad. Lamentablemente, el "repollero" venció 3-0 al "aborigen". 
Subcampeonatos en la Primera División (2020-2021)
En el Torneo Clausura 2020, fue disputado en una edición especial, debido a la Pandemia de COVID-19. En la primera fase, terminó en el 5.º puesto, clasificando a los cuartos de final. El "aborigen" tuvo su venganza al eliminar al Club Libertad 3-1. En las semifinales derrotó 1-0 al Guaireña Fútbol Club. Finalmente llegó a la final, pero fue derrotado en penales 5-4 por su clásico rival, el Club Olimpia. 
Al año siguiente, en el Torneo Clausura 2021, tuvo una espléndida campaña que lo dejó por mucho tiempo en el 1.º puesto. Pero terminó siendo superado por el Club Cerro Porteño en las últimas dos fechas, siendo nuevamente subcampeón. 
Malas campañas (2022-presente)
El "aborigen" casi no tuvo buena actuaciones en los torneos nacionales e internacionales del año 2022. En la Primera División, terminó 4.º en el torneo apertura debajo del Club Olimpia, el Club Cerro Porteño y el Club Libertad. Pero en el torneo clausura tuvo un pésimo rendimiento, acabando en la 9.ª posición, solo sobre el Club Sol de América (Asunción), Resistencia Sport Club y el 12 de Octubre Football Club. En el ámbito internacional, quedó eliminado en la segunda fase de la Copa Libertadores de América por el América Futebol Clube (MG). Finalmente, logró desarrollar una buena campaña en la Copa Paraguay 2022 clasificando hasta las semifinales, donde sería derrotado por el Club Nacional (Paraguay).

## Jugadores notables
De este club surgieron estrellas del fútbol, como Felipe Santiago Ocampos,  Luis Ivaldi, Juan Graciano González, Arsenio Valdez,  Genaro “el búfalo” García y el portero Raimundo Aguilera llamado “El arquero de América”, quien más tarde fue transferido al Palmeiras, de Brasil.
La hinchada La Raza Aurinegra de Guaraní fue fundada el 18 de enero del año 1999, y surgió gracias a un grupo de amigos que se reunió en el local del club y formar un pequeño grupo de personas que aliente al aborigen donde quiera que se vaya a jugar.
Algunos de sus fundadores son Luis Sartorio, Robinson "robin" Fernández, Carlos Gómez, Félix "ceci" Fleitas, Álvaro Benítez, Andrés "Andy" García, ellos fueron los que tuvieron la brillante idea de ponerle "La Raza Aurinegra" como nombre a la hinchada, en honor al nombre del club, el día de su fundación y lo que somos nosotros los paraguayos en general, ya que somos realmente una raza, una mezcla de aborigen y español, dando como resultado a lo que somos nosotros.
Ahora ese pequeño grupo aumentó considerablemente sus integrantes, y se ha sub-dividido en varios grupos y algunos de ellos son: raza Fernando, raza ñemby, raza ciudad nueva, Raza Lambaré, Hooligan, San Lorenzo, Loma, Itaugua, J. Augusto Saldivar, Nueva Raza, Misiones, Nogales, San Miguel, Caacupe, San Pablo, Killos, Saigón, Los Gedientos de Pinoza entre otros.
El propósito de La Raza Aurinegra es el de continuar haciendo lo que originalmente se propusieron sus iniciadores, lo cual es el de alentar al aborigen en las buenas y en las malas, con frío o con calor, con vientos o con lluvias, y así dar el apoyo y las fuerzas necesarias a los jugadores y dirigentes.

## Uniforme

#### Titular
| 2014 | 2015 | 2016 |

| 2017 | 2018 | 2019 |

| 2020 | 2021 | 2022 |

| 2023 |

#### Visitante
| 2014 | 2015 | 2016 |

| 2017 | 2018 | 2019 |

| 2020 | 2021 | 2022 |

| 2023 |

#### Tercero
| 2018 | 2019 | 2020 |

| Período       | Logo | Proveedor     |
| ------------- | ---- | ------------- |
| 1980-1986     | -    | Veco          |
| 1987-1992     | -    | Textil Parana |
| 1993-2003     |      | Puma          |
| 2004          | -    | Sagita Sport  |
| 2005-2011     |      | Wilson        |
| 2012-2013     | -    | Saltarín Rojo |
| 2014          |      | Dalponte      |
| 2015-2016     |      | Diadora       |
| 2017          |      | Puma          |
| 2018-2020     | -    | Saltarín Rojo |
| 2021-presente | -    | Kyrios        |

| Período       | Proveedor                       |
| ------------- | ------------------------------- |
| 1980          | Daihatsu                        |
| 1981-1985     | Central de Aduanas Matiauda     |
| 1986-1988     | Denver                          |
| 1989          | Clayton                         |
| 1990          | La V                            |
| 1991-1993     | Yerba Mate Campesino            |
| 1994-1997     | Visión de Finanzas y Multicanal |
| 1998-1999     | Lácteos Trébol                  |
| 2000          | Puma                            |
| 2001-2002     | Lux                             |
| 2003          | Ninguno                         |
| 2004          | Muky                            |
| 2005-2007     | Ninguno                         |
| 2008-2011     | Tigo                            |
| 2012-2013     | Vox es Copaco                   |
| 2014          | Ninguno                         |
| 2015-presente | Tigo                            |

## Estadio

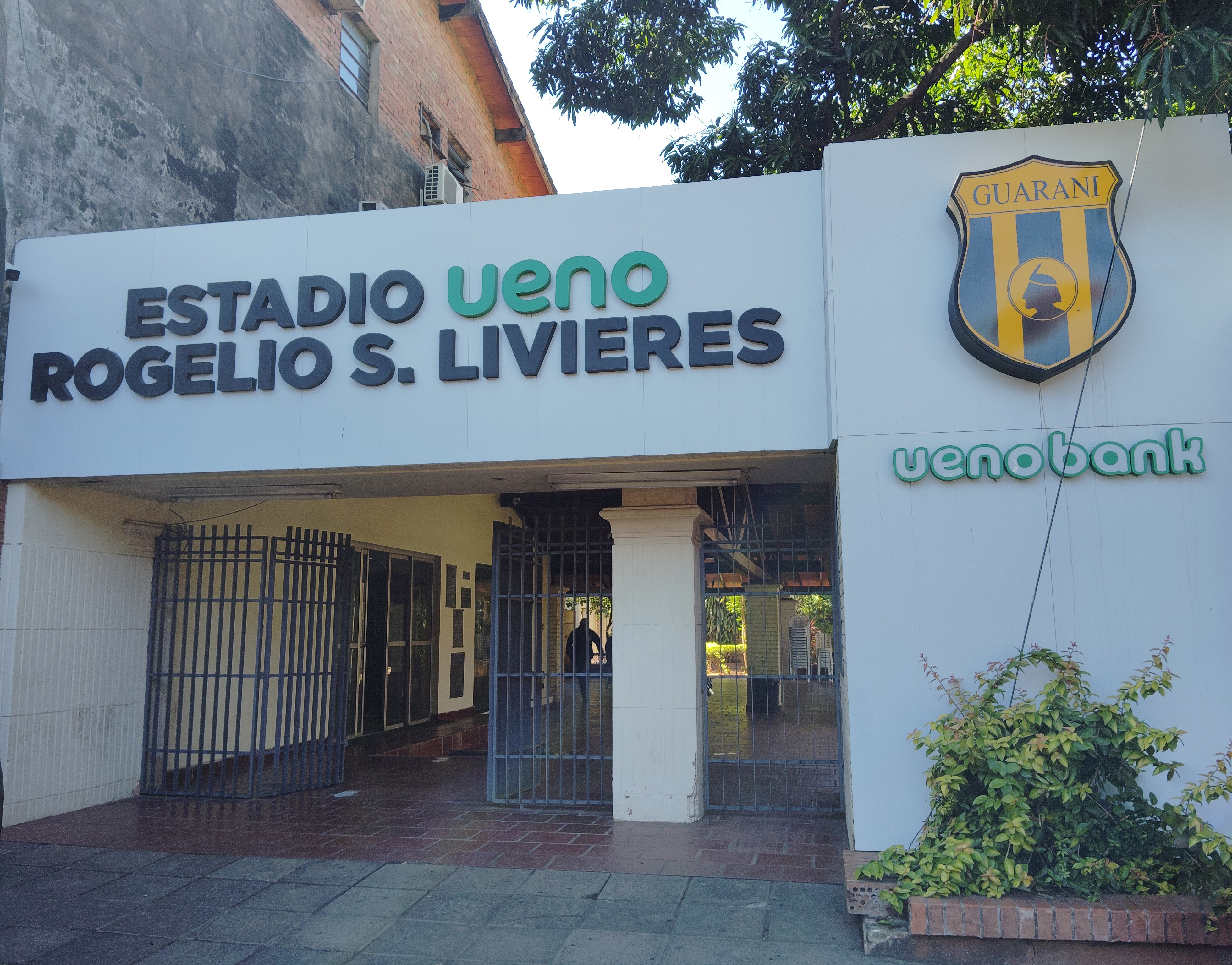
Fachada principal del estadio.

estadio Rogelio Livieres es un estadio de multiuso, en Asunción, Paraguay. Es concurrentemente usado para enfrentamientos de fútbol y es el estadio del Club Guaraní. Puede albergar a 5.380 personas.
El estadio del club está ubicado en la ciudad de Asunción sobre la avenida Eusebio Ayala (ruta PY02) y la calle 1811, y con un campo de juego de 105 × 68 m. Lleva por nombre Rogelio Silvino Livieres, el hombre que tuvo la idea de fabricar carbón para aprovechar los árboles y malezas que se talaban durante la limpieza de Dos Bocas, lugar donde se asentó el club Guaraní en 1936. Por esta razón, en aquella época, el club fue llamado también “Carbonero”. Al estadio se lo conoce también con el nombre de estadio de Dos Bocas, porque aquí concurren dos importantes avenidas, la avenida Eusebio Ayala (ruta PY02) y la avenida Fernando de la Mora (Acceso Sur o ruta PY01).

### Nuevo estadio
Recientemente, después de varios años, el club ha anunciado que este estadio será demolido y completamente remodelado para dar lugar a un nuevo y moderno estadio con una capacidad para 16.000 espectadores, que contará con dos bandejas con graderías nuevas, palcos vip, estacionamiento y además un centro comercial sobre la avenida principal. Este proyecto se llevará a cabo gracias al dinero aportado por los socios del club y también gracias al apoyo de la Conmebol, quien otorgó un préstamo de 2.500.000 USD para su realización. La palada inicial se dará a fines del 2024 y se estima su finalización para el año 2026.

## Entrenadores
- Atilio López (1949)
- Ondino Viera (1963–64)
- José María Rodríguez (1967) y (1969)
- Cayetano Ré (1985)
- Félix Darío León (1987)
- Julio Comesaña (1988)
- Oscar Malbernat (1993)
- Rolando Chilavert (1999)
- Cayetano Ré (2000)
- Aníbal Ruiz (2000–01)
- Gustavo Costas (2001–03)
- Carlos Diarte (2003)
- Óscar Paulín (2003–2004)
- Mario Jacquet (2004)
- Juan Amador Sánchez (2005)
- Alberto José Fanesi (2006)
- Buenaventura Ferreira (2006)
- Roberto Rojas (2007)
- Miguel Ángel Zahzú (2007)
- Arnaldo Sialle (2009)
- Félix Darío León (enero 2010 – diciembre 2010)
- Carlos Compagnucci (1 de enero de 2011 – 25 de febrero de 2011)
- Félix Darío León (26 de febrero de 2011 – 20 de agosto de 2011)
- Beto Almeida (23 de agosto de 2011 – 29 de noviembre de 2011)
- Pablo Caballero (20 de diciembre de 2011 – 9 de julio de 2012)
- Diego Alonso (12 de julio de 2012 – 18 de junio de 2013)
- Gustavo Díaz (3 de julio de 2013 – 6 de agosto de 2013)
- Fernando Jubero (7 de agosto de 2013 – 10 de diciembre de 2015)
- Fabricio Bassa (16 de diciembre de 2015 – 23 de febrero de 2016)
- Francisco Arce (23 de febrero de 2016 – 3 de agosto de 2016)
- Daniel Garnero (6 de agosto de 2016 – 7 de diciembre de 2017)
- Sebastián Saja (8 de diciembre de 2017 – 26 de marzo de 2018)
- Fernando Burgo (interino) (3 de abril de 2018 – 31 de mayo de 2018)
- Juan Manuel Azconzábal (31 de mayo de 2018 – 9 de septiembre de 2018)
- Gustavo Florentín (10 de septiembre de 2018 – 19 de mayo de 2019)
- Gustavo Costas (6 de junio de 2019 – 14 de junio de 2021)
- Fernando Jubero (14 de junio de 2021 – 24 de noviembre de 2022)
- Hernán Rodrigo López (1 de enero de 2023 – 11 de junio de 2023)
- Juan Pablo Pumpido (14 de junio de 2023 – 13 de agosto de 2023)
- Pablo de Muner (28 de agosto de 2023 – 1 de diciembre de 2023)
- Lucas Bovaglio (26 de diciembre de 2023 – 11 de marzo de 2024)
- Francisco Arce (21 de marzo de 2024 – )

### Entrenadores Campeones
| Entrenador           | Temporada |
| -------------------- | --------- |
| Salvador Melián      | 1906      |
| Manuel Bella         | 1907      |
| Ildefonso López      | 1921      |
| Ildefonso López      | 1923      |
| Fulgencio Romaro     | 1949      |
| Ondino Viera         | 1964      |
| José María Rodríguez | 1967      |
| José María Rodríguez | 1969      |
| Cayetano Ré          | 1984      |
| Félix Darío León     | 2010 (A)  |
| Daniel Garnero       | 2016 (C)  |

## Datos del club[14]
- Actualizado a la temporada 2022

- Temporadas en 1ª: 111 (solo no participó en 1912, debido a una epidemia)
- Temporadas en 2ª: 0
- Mejor puesto en 1ª: Campeón.
- Peor puesto en 1ª: Último (1936) y (1960).
- Campeonatos: 11
- Subcampeonatos: 18[15]
- Dirección: Avda. Eusebio Ayala N.º770
- Teléfono: +595 21 227080
- Fax: +595 21 227080
- E-mail: secretaria@clubguarani.com.py
- Personería jurídica: N.º 27.847 (31 de agosto de 1927)[16]

## Palmarés

### Torneos nacionales (12)
| Torneos nacionales oficiales         | Torneos nacionales oficiales                                                                 | Torneos nacionales oficiales |
| Competición                          | Títulos                                                                                      | Subcampeonatos |
| ------------------------------------ | -------------------------------------------------------------------------------------------- | --- |
| Primera División de Paraguay (11/18) | 1906 (Invicto), 1907 (Invicto), 1921, 1923, 1949, 1964, 1967, 1969, 1984, 2010 (A), 2016 (C) | 1916, 1925, 1947, 1965, 1966, 1970, 1989, 1996, 2000, 2003, 2008 (C), 2013 (A), 2014 (A), 2015 (A), 2017 (A), 2020 (C), 2021 (C), 2024 (C) |
| Copa Paraguay (1/1)                  | 2018                                                                                         | 2019 |
| Torneo Apertura                      | 1996                                                                                         | 2003, 2004, 2005 |
| Torneo Clausura                      |                                                                                              | 1996, 2000, 2001 |
| Liguilla Pre-Sudamericana            | 2005                                                                                         | |

| Torneos nacionales amistosos | Torneos nacionales amistosos | Torneos nacionales amistosos |
| Competición                  | Títulos                      | Subcampeonatos               |
| ---------------------------- | ---------------------------- | ---------------------------- |
| Copa CIDE                    | 2013                         |                              |

### Torneos internacionales
| Torneos internacionales amistosos                   | Torneos internacionales amistosos | Torneos internacionales amistosos |
| Competición                                         | Títulos                           | Subcampeonatos                    |
| --------------------------------------------------- | --------------------------------- | --------------------------------- |
| Trofeo Festa d'Elx                                  | 1968                              |                                   |
| Torneo internacional de fútbol sub-20 de la Alcudia | 2006                              |                                   |

### Distinciones
- Galardón de la Gran Noche del Deporte (1): 2003.[17]
- Emisión Postal en su Centenario (1): 2003.
- Premio Fair Play (1): 2008[18]
- Cheque de Campeones (1): A 2010.
- Premios Guaraní (1):
  - Mejor equipo del Apertura (1): 2010.

## Participaciones internacionales

### Oficiales
- Copa Libertadores de América (20): 1965, 1966, 1967, 1968, 1970, 1971, 1985, 1997, 2001, 2004, 2009, 2011, 2014, 2015, 2016, 2017, 2018, 2020, 2021 y 2022
  - Semifinalista (2): 1966 y 2015.

En la edición 2020, se convirtió en el primer equipo en Sudamérica en llegar a octavos de final iniciando en la Fase 1. Además es el único equipo paraguayo que logró 4 triunfos de visitante en una misma edición de la Copa Libertadores.
- Copa Sudamericana (9): 2003, 2005, 2010, 2012, 2013, 2019, 2023, 2024 y 2025.
- Copa Conmebol (1): 1996.

### Amistosos
- Cuadrangular Internacional de Asunción (1): 1964.[19]
- Trofeo Festa d'Elx (1): 1968.[20]
- Copa Antel (1): 2013.

### Copa Libertadores de América
Leyenda: PJ: Partidos jugados; PG: Partidos ganados; PE: Partidos empatados; PP: Partidos perdidos; GF: Goles a favor; GC: Goles en contra; Dif.: Diferencia de goles.
| Copa Libertadores | Copa Libertadores | Copa Libertadores | Copa Libertadores | Copa Libertadores | Copa Libertadores | Copa Libertadores | Copa Libertadores | Copa Libertadores | Copa Libertadores | Copa Libertadores | Copa Libertadores                                | Copa Libertadores      |
| Año               | Ronda             | Posición          | PJ                | PG                | PE                | PP                | GF                | GC                | DIF               | PTS               | Goleador (es)                                    | Director Técnico       |
| ----------------- | ----------------- | ----------------- | ----------------- | ----------------- | ----------------- | ----------------- | ----------------- | ----------------- | ----------------- | ----------------- | ------------------------------------------------ | ---------------------- |
| 1960              | No clasificó      | No clasificó      | No clasificó      | No clasificó      | No clasificó      | No clasificó      | No clasificó      | No clasificó      | No clasificó      | No clasificó      | No clasificó                                     | No clasificó           |
| 1961              | No clasificó      | No clasificó      | No clasificó      | No clasificó      | No clasificó      | No clasificó      | No clasificó      | No clasificó      | No clasificó      | No clasificó      | No clasificó                                     | No clasificó           |
| 1962              | No clasificó      | No clasificó      | No clasificó      | No clasificó      | No clasificó      | No clasificó      | No clasificó      | No clasificó      | No clasificó      | No clasificó      | No clasificó                                     | No clasificó           |
| 1963              | No clasificó      | No clasificó      | No clasificó      | No clasificó      | No clasificó      | No clasificó      | No clasificó      | No clasificó      | No clasificó      | No clasificó      | No clasificó                                     | No clasificó           |
| 1964              | No clasificó      | No clasificó      | No clasificó      | No clasificó      | No clasificó      | No clasificó      | No clasificó      | No clasificó      | No clasificó      | No clasificó      | No clasificó                                     | No clasificó           |
| 1965              | Fase de grupos    | 5° (10)           | 4                 | 3                 | 0                 | 1                 | 6                 | 5                 | +1                | 6                 | Fabián Muñoz: 3                                  | Ondino Viera           |
| 1966              | Semifinales       | 6° (17)           | 13                | 3                 | 3                 | 7                 | 16                | 24                | -8                | 9                 | Juan G. González: 8                              | Julio César Britos     |
| 1967              | Fase de grupos    | 9° (19)           | 12                | 4                 | 2                 | 6                 | 18                | 15                | +3                | 10                | V. Juárez: 5                                     | S/D                    |
| 1968              | Cuartos de final  | 9° (21)           | 10                | 4                 | 3                 | 3                 | 15                | 14                | +1                | 11                | V. Juárez: 5                                     | S/D                    |
| 1969              | No clasificó      | No clasificó      | No clasificó      | No clasificó      | No clasificó      | No clasificó      | No clasificó      | No clasificó      | No clasificó      | No clasificó      | No clasificó                                     | No clasificó           |
| 1970              | Cuartos de final  | 5° (19)           | 14                | 6                 | 6                 | 2                 | 15                | 7                 | +8                | 18                | Valdez, Paniagua y A. Martínez: 3                | S/D                    |
| 1971              | Fase de grupos    | 14° (21)          | 6                 | 1                 | 3                 | 2                 | 9                 | 9                 | 0                 | 5                 | G. García: 3                                     | S/D                    |
| 1972              | No clasificó      | No clasificó      | No clasificó      | No clasificó      | No clasificó      | No clasificó      | No clasificó      | No clasificó      | No clasificó      | No clasificó      | No clasificó                                     | No clasificó           |
| 1973              | No clasificó      | No clasificó      | No clasificó      | No clasificó      | No clasificó      | No clasificó      | No clasificó      | No clasificó      | No clasificó      | No clasificó      | No clasificó                                     | No clasificó           |
| 1974              | No clasificó      | No clasificó      | No clasificó      | No clasificó      | No clasificó      | No clasificó      | No clasificó      | No clasificó      | No clasificó      | No clasificó      | No clasificó                                     | No clasificó           |
| 1975              | No clasificó      | No clasificó      | No clasificó      | No clasificó      | No clasificó      | No clasificó      | No clasificó      | No clasificó      | No clasificó      | No clasificó      | No clasificó                                     | No clasificó           |
| 1976              | No clasificó      | No clasificó      | No clasificó      | No clasificó      | No clasificó      | No clasificó      | No clasificó      | No clasificó      | No clasificó      | No clasificó      | No clasificó                                     | No clasificó           |
| 1977              | No clasificó      | No clasificó      | No clasificó      | No clasificó      | No clasificó      | No clasificó      | No clasificó      | No clasificó      | No clasificó      | No clasificó      | No clasificó                                     | No clasificó           |
| 1978              | No clasificó      | No clasificó      | No clasificó      | No clasificó      | No clasificó      | No clasificó      | No clasificó      | No clasificó      | No clasificó      | No clasificó      | No clasificó                                     | No clasificó           |
| 1979              | No clasificó      | No clasificó      | No clasificó      | No clasificó      | No clasificó      | No clasificó      | No clasificó      | No clasificó      | No clasificó      | No clasificó      | No clasificó                                     | No clasificó           |
| 1980              | No clasificó      | No clasificó      | No clasificó      | No clasificó      | No clasificó      | No clasificó      | No clasificó      | No clasificó      | No clasificó      | No clasificó      | No clasificó                                     | No clasificó           |
| 1981              | No clasificó      | No clasificó      | No clasificó      | No clasificó      | No clasificó      | No clasificó      | No clasificó      | No clasificó      | No clasificó      | No clasificó      | No clasificó                                     | No clasificó           |
| 1982              | No clasificó      | No clasificó      | No clasificó      | No clasificó      | No clasificó      | No clasificó      | No clasificó      | No clasificó      | No clasificó      | No clasificó      | No clasificó                                     | No clasificó           |
| 1983              | No clasificó      | No clasificó      | No clasificó      | No clasificó      | No clasificó      | No clasificó      | No clasificó      | No clasificó      | No clasificó      | No clasificó      | No clasificó                                     | No clasificó           |
| 1984              | No clasificó      | No clasificó      | No clasificó      | No clasificó      | No clasificó      | No clasificó      | No clasificó      | No clasificó      | No clasificó      | No clasificó      | No clasificó                                     | No clasificó           |
| 1985              | Fase de grupos    | 16° (21)          | 6                 | 1                 | 2                 | 3                 | 6                 | 11                | -5                | 4                 | Chilavert, Ferreira, Sandoval, Mora y Jiménez: 1 | Juan Romero            |
| 1986              | No clasificó      | No clasificó      | No clasificó      | No clasificó      | No clasificó      | No clasificó      | No clasificó      | No clasificó      | No clasificó      | No clasificó      | No clasificó                                     | No clasificó           |
| 1987              | No clasificó      | No clasificó      | No clasificó      | No clasificó      | No clasificó      | No clasificó      | No clasificó      | No clasificó      | No clasificó      | No clasificó      | No clasificó                                     | No clasificó           |
| 1988              | No clasificó      | No clasificó      | No clasificó      | No clasificó      | No clasificó      | No clasificó      | No clasificó      | No clasificó      | No clasificó      | No clasificó      | No clasificó                                     | No clasificó           |
| 1989              | No clasificó      | No clasificó      | No clasificó      | No clasificó      | No clasificó      | No clasificó      | No clasificó      | No clasificó      | No clasificó      | No clasificó      | No clasificó                                     | No clasificó           |
| 1990              | No clasificó      | No clasificó      | No clasificó      | No clasificó      | No clasificó      | No clasificó      | No clasificó      | No clasificó      | No clasificó      | No clasificó      | No clasificó                                     | No clasificó           |
| 1991              | No clasificó      | No clasificó      | No clasificó      | No clasificó      | No clasificó      | No clasificó      | No clasificó      | No clasificó      | No clasificó      | No clasificó      | No clasificó                                     | No clasificó           |
| 1992              | No clasificó      | No clasificó      | No clasificó      | No clasificó      | No clasificó      | No clasificó      | No clasificó      | No clasificó      | No clasificó      | No clasificó      | No clasificó                                     | No clasificó           |
| 1993              | No clasificó      | No clasificó      | No clasificó      | No clasificó      | No clasificó      | No clasificó      | No clasificó      | No clasificó      | No clasificó      | No clasificó      | No clasificó                                     | No clasificó           |
| 1994              | No clasificó      | No clasificó      | No clasificó      | No clasificó      | No clasificó      | No clasificó      | No clasificó      | No clasificó      | No clasificó      | No clasificó      | No clasificó                                     | No clasificó           |
| 1995              | No clasificó      | No clasificó      | No clasificó      | No clasificó      | No clasificó      | No clasificó      | No clasificó      | No clasificó      | No clasificó      | No clasificó      | No clasificó                                     | No clasificó           |
| 1996              | No clasificó      | No clasificó      | No clasificó      | No clasificó      | No clasificó      | No clasificó      | No clasificó      | No clasificó      | No clasificó      | No clasificó      | No clasificó                                     | No clasificó           |
| 1997              | Octavos de final  | 12° (21)          | 8                 | 3                 | 2                 | 3                 | 11                | 14                | -3                | 11                | Hugo Ovelar: 7                                   | Juan Romero            |
| 1998              | No clasificó      | No clasificó      | No clasificó      | No clasificó      | No clasificó      | No clasificó      | No clasificó      | No clasificó      | No clasificó      | No clasificó      | No clasificó                                     | No clasificó           |
| 1999              | No clasificó      | No clasificó      | No clasificó      | No clasificó      | No clasificó      | No clasificó      | No clasificó      | No clasificó      | No clasificó      | No clasificó      | No clasificó                                     | No clasificó           |
| 2000              | No clasificó      | No clasificó      | No clasificó      | No clasificó      | No clasificó      | No clasificó      | No clasificó      | No clasificó      | No clasificó      | No clasificó      | No clasificó                                     | No clasificó           |
| 2001              | Fase de grupos    | 20° (32)          | 6                 | 2                 | 1                 | 3                 | 9                 | 11                | -2                | 7                 | Julio González: 6                                | Aníbal Ruiz            |
| 2002              | No clasificó      | No clasificó      | No clasificó      | No clasificó      | No clasificó      | No clasificó      | No clasificó      | No clasificó      | No clasificó      | No clasificó      | No clasificó                                     | No clasificó           |
| 2003              | No clasificó      | No clasificó      | No clasificó      | No clasificó      | No clasificó      | No clasificó      | No clasificó      | No clasificó      | No clasificó      | No clasificó      | No clasificó                                     | No clasificó           |
| 2004              | Fase de grupos    | 20° (36)          | 6                 | 1                 | 3                 | 2                 | 6                 | 7                 | -1                | 6                 | Osvaldo Díaz: 4                                  | Mario Jacquet          |
| 2005              | No clasificó      | No clasificó      | No clasificó      | No clasificó      | No clasificó      | No clasificó      | No clasificó      | No clasificó      | No clasificó      | No clasificó      | No clasificó                                     | No clasificó           |
| 2006              | No clasificó      | No clasificó      | No clasificó      | No clasificó      | No clasificó      | No clasificó      | No clasificó      | No clasificó      | No clasificó      | No clasificó      | No clasificó                                     | No clasificó           |
| 2007              | No clasificó      | No clasificó      | No clasificó      | No clasificó      | No clasificó      | No clasificó      | No clasificó      | No clasificó      | No clasificó      | No clasificó      | No clasificó                                     | No clasificó           |
| 2008              | No clasificó      | No clasificó      | No clasificó      | No clasificó      | No clasificó      | No clasificó      | No clasificó      | No clasificó      | No clasificó      | No clasificó      | No clasificó                                     | No clasificó           |
| 2009              | Fase de grupos    | 31° (38)          | 6                 | 0                 | 1                 | 5                 | 5                 | 15                | -10               | 1                 | Chávez, Negreiros, Paniagua, Neumann y Díaz: 1   | Félix Darío León       |
| 2010              | No clasificó      | No clasificó      | No clasificó      | No clasificó      | No clasificó      | No clasificó      | No clasificó      | No clasificó      | No clasificó      | No clasificó      | No clasificó                                     | No clasificó           |
| 2011              | Fase de grupos    | 32° (38)          | 6                 | 0                 | 0                 | 6                 | 2                 | 16                | -14               | 0                 | Caballero y Benítez: 1                           | Félix Darío León (4PD) |
| 2012              | No clasificó      | No clasificó      | No clasificó      | No clasificó      | No clasificó      | No clasificó      | No clasificó      | No clasificó      | No clasificó      | No clasificó      | No clasificó                                     | No clasificó           |
| 2013              | No clasificó      | No clasificó      | No clasificó      | No clasificó      | No clasificó      | No clasificó      | No clasificó      | No clasificó      | No clasificó      | No clasificó      | No clasificó                                     | No clasificó           |
| 2014              | Fase 3            | 37° (38)          | 2                 | 0                 | 0                 | 2                 | 2                 | 4                 | -2                | 0                 | Fernández y Benítez: 1                           | Fernando Jubero        |
| 2015              | Semifinales       | 4° (38)           | 12                | 5                 | 5                 | 2                 | 17                | 13                | +4                | 20                | Federico Santander: 6                            | Fernando Jubero        |
| 2016              | Fase 3            | 33° (38)          | 2                 | 1                 | 0                 | 1                 | 2                 | 2                 | 0                 | 3                 | Palau y López: 1                                 | Fabricio Bassa         |
| 2017              | Octavos de final  | 12° (47)          | 8                 | 3                 | 3                 | 2                 | 10                | 10                | 0                 | 12                | García y Palau: 3                                | Daniel Garnero         |
| 2018              | Fase 3            | 34° (47)          | 4                 | 1                 | 1                 | 2                 | 6                 | 2                 | 4                 | 4                 | Jorge Morel: 2                                   | Sebastián Saja         |
| 2019              | No clasificó      | No clasificó      | No clasificó      | No clasificó      | No clasificó      | No clasificó      | No clasificó      | No clasificó      | No clasificó      | No clasificó      | No clasificó                                     | No clasificó           |
| 2020              | Octavos de final  | 12° (47)          | 14                | 9                 | 1                 | 4                 | 23                | 14                | 9                 | 28                | Rodney Redes: 3                                  | Gustavo Costas         |
| 2021              | Fase 2            | -° (47)           | 4                 | 1                 | 1                 | 2                 | 5                 | 7                 | -2                | 4                 | Antonio Marín: 2                                 | Gustavo Costas         |
| 2022              | Fase 2            | -° (47)           | 2                 | 1                 | 0                 | 1                 | 3                 | 3                 | 0                 | 3                 | Colmán, F. Fernández, Cáceres: 1                 | Gustavo Costas         |
| 2023              | No clasificó      | No clasificó      | No clasificó      | No clasificó      | No clasificó      | No clasificó      | No clasificó      | No clasificó      | No clasificó      | No clasificó      | No clasificó                                     | No clasificó           |
| 2024              | No clasificó      | No clasificó      | No clasificó      | No clasificó      | No clasificó      | No clasificó      | No clasificó      | No clasificó      | No clasificó      | No clasificó      | No clasificó                                     | No clasificó           |
| Total             | 20/63             | 34° (225)         | 145               | 49                | 37                | 59                | 186               | 203               | -17               | 163               | Sin datos exactos                                | Sin datos exactos      |

### Copa Sudamericana
Leyenda: PJ: Partidos jugados; PG: Partidos ganados; PE: Partidos empatados; PP: Partidos perdidos; GF: Goles a favor; GC: Goles en contra; Dif.: Diferencia de goles.
| Copa Sudamericana | Copa Sudamericana | Copa Sudamericana | Copa Sudamericana | Copa Sudamericana | Copa Sudamericana | Copa Sudamericana | Copa Sudamericana | Copa Sudamericana | Copa Sudamericana | Copa Sudamericana | Copa Sudamericana        | Copa Sudamericana     |
| Año               | Ronda             | Posición          | PJ                | PG                | PE                | PP                | GF                | GC                | DIF               | PTS               | Goleador (es)            | Director Técnico      |
| ----------------- | ----------------- | ----------------- | ----------------- | ----------------- | ----------------- | ----------------- | ----------------- | ----------------- | ----------------- | ----------------- | ------------------------ | --------------------- |
| 2002              | No clasificó      | No clasificó      | No clasificó      | No clasificó      | No clasificó      | No clasificó      | No clasificó      | No clasificó      | No clasificó      | No clasificó      | No clasificó             | No clasificó          |
| 2003              | Primera fase      | 20° (35)          | 2                 | 1                 | 0                 | 1                 | 1                 | 1                 | 0                 | 3                 | Osvaldo Díaz: 1          | Heron Ferreira        |
| 2004              | No clasificó      | No clasificó      | No clasificó      | No clasificó      | No clasificó      | No clasificó      | No clasificó      | No clasificó      | No clasificó      | No clasificó      | No clasificó             | No clasificó          |
| 2005              | Primera fase      | 28° (34)          | 2                 | 1                 | 0                 | 1                 | 3                 | 3                 | 0                 | 3                 | Garay, Chávez y Irala: 1 | Sánchez - Hrabina     |
| 2006              | No clasificó      | No clasificó      | No clasificó      | No clasificó      | No clasificó      | No clasificó      | No clasificó      | No clasificó      | No clasificó      | No clasificó      | No clasificó             | No clasificó          |
| 2007              | No clasificó      | No clasificó      | No clasificó      | No clasificó      | No clasificó      | No clasificó      | No clasificó      | No clasificó      | No clasificó      | No clasificó      | No clasificó             | No clasificó          |
| 2008              | No clasificó      | No clasificó      | No clasificó      | No clasificó      | No clasificó      | No clasificó      | No clasificó      | No clasificó      | No clasificó      | No clasificó      | No clasificó             | No clasificó          |
| 2009              | No clasificó      | No clasificó      | No clasificó      | No clasificó      | No clasificó      | No clasificó      | No clasificó      | No clasificó      | No clasificó      | No clasificó      | No clasificó             | No clasificó          |
| 2010              | Segunda Fase      | 20° (39)          | 4                 | 1                 | 2                 | 1                 | 6                 | 6                 | 0                 | 5                 | Rodrigo Teixeira: 2      | Félix Darío León      |
| 2011              | No clasificó      | No clasificó      | No clasificó      | No clasificó      | No clasificó      | No clasificó      | No clasificó      | No clasificó      | No clasificó      | No clasificó      | No clasificó             | No clasificó          |
| 2012              | Segunda Fase      | 22° (47)          | 4                 | 1                 | 1                 | 2                 | 5                 | 7                 | -2                | 4                 | Carlos Hidalgo: 2        | Diego Alonso          |
| 2013              | Segunda Fase      | 21° (47)          | 4                 | 1                 | 2                 | 1                 | 4                 | 3                 | +1                | 5                 | Federico Santander: 2    | Fernando Jubero (3PD) |
| 2014              | No clasificó      | No clasificó      | No clasificó      | No clasificó      | No clasificó      | No clasificó      | No clasificó      | No clasificó      | No clasificó      | No clasificó      | No clasificó             | No clasificó          |
| 2015              | No clasificó      | No clasificó      | No clasificó      | No clasificó      | No clasificó      | No clasificó      | No clasificó      | No clasificó      | No clasificó      | No clasificó      | No clasificó             | No clasificó          |
| 2016              | No clasificó      | No clasificó      | No clasificó      | No clasificó      | No clasificó      | No clasificó      | No clasificó      | No clasificó      | No clasificó      | No clasificó      | No clasificó             | No clasificó          |
| 2017              | No clasificó      | No clasificó      | No clasificó      | No clasificó      | No clasificó      | No clasificó      | No clasificó      | No clasificó      | No clasificó      | No clasificó      | No clasificó             | No clasificó          |
| 2018              | No clasificó      | No clasificó      | No clasificó      | No clasificó      | No clasificó      | No clasificó      | No clasificó      | No clasificó      | No clasificó      | No clasificó      | No clasificó             | No clasificó          |
| 2019              | Primera Fase      | 37° (54)          | 2                 | 1                 | 0                 | 1                 | 1                 | 1                 | 0                 | 3                 | Alberto Contrera: 1      | Gustavo Florentín     |
| 2020              | No clasificó      | No clasificó      | No clasificó      | No clasificó      | No clasificó      | No clasificó      | No clasificó      | No clasificó      | No clasificó      | No clasificó      | No clasificó             | No clasificó          |
| 2021              | No clasificó      | No clasificó      | No clasificó      | No clasificó      | No clasificó      | No clasificó      | No clasificó      | No clasificó      | No clasificó      | No clasificó      | No clasificó             | No clasificó          |
| 2022              | No clasificó      | No clasificó      | No clasificó      | No clasificó      | No clasificó      | No clasificó      | No clasificó      | No clasificó      | No clasificó      | No clasificó      | No clasificó             | No clasificó          |
| 2023              | Octavos de final  | 12° (56)          | 9                 | 4                 | 3                 | 2                 | 13                | 10                | +3                | 15                | Federico Santander: 6    | Hernán R. López (6PD) |
| 2024              | Fase Preliminar   | 46° (56)          | 1                 | 0                 | 0                 | 1                 | 0                 | 1                 | -1                | 0                 | -                        | Lucas Bovaglio        |
| Total             | 8/23              | 44° (163)         | 28                | 10                | 8                 | 10                | 33                | 32                | +1                | 38                | Federico Santander: 8    | Hernán R. López: 6    |

### Copa Conmebol
Leyenda: PJ: Partidos jugados; PG: Partidos ganados; PE: Partidos empatados; PP: Partidos perdidos; GF: Goles a favor; GC: Goles en contra; Dif.: Diferencia de goles.
| Año   | Ronda            | Posición     | PJ           | PG           | PE           | PP           | GF           | GC           | DIF          | PTS          | Goleador (es) | Director Técnico  |
| ----- | ---------------- | ------------ | ------------ | ------------ | ------------ | ------------ | ------------ | ------------ | ------------ | ------------ | ------------- | ----------------- |
| 1992  | No clasificó     | No clasificó | No clasificó | No clasificó | No clasificó | No clasificó | No clasificó | No clasificó | No clasificó | No clasificó | No clasificó  | No clasificó      |
| 1993  | No clasificó     | No clasificó | No clasificó | No clasificó | No clasificó | No clasificó | No clasificó | No clasificó | No clasificó | No clasificó | No clasificó  | No clasificó      |
| 1994  | No clasificó     | No clasificó | No clasificó | No clasificó | No clasificó | No clasificó | No clasificó | No clasificó | No clasificó | No clasificó | No clasificó  | No clasificó      |
| 1995  | No clasificó     | No clasificó | No clasificó | No clasificó | No clasificó | No clasificó | No clasificó | No clasificó | No clasificó | No clasificó | No clasificó  | No clasificó      |
| 1996  | Cuartos de final | 8° (16)      | 4            | 1            | 1            | 2            | 7            | 11           | -4           | 4            | Rojas: 3      | S/D               |
| 1997  | No clasificó     | No clasificó | No clasificó | No clasificó | No clasificó | No clasificó | No clasificó | No clasificó | No clasificó | No clasificó | No clasificó  | No clasificó      |
| 1998  | No clasificó     | No clasificó | No clasificó | No clasificó | No clasificó | No clasificó | No clasificó | No clasificó | No clasificó | No clasificó | No clasificó  | No clasificó      |
| 1999  | No clasificó     | No clasificó | No clasificó | No clasificó | No clasificó | No clasificó | No clasificó | No clasificó | No clasificó | No clasificó | No clasificó  | No clasificó      |
| Total | 1/8              | 51° (83)     | 4            | 1            | 1            | 2            | 7            | 11           | -4           | 4            | Rojas: 3      | Sin datos exactos |